# Карина
Кари́на — женское имя. В основном используется в Армении, Греции, Казахстане, России, Скандинавии и Польше (как Karina), а также в Италии, Испании и Португалии (где пишется как Carina).

## Этимология
Существуют множество версий его происхождения. Из латинского — Carina от лат. carus — дорогой, милый или от лат. carina — киль корабля.
В подтверждение первой версии служит современное слово итал. cara — милый, дорогой.
Возможно, «Карина» — версия итальянского имени «Кара».
Возможное славянское происхождение — имя римской богини-плакальщицы, одно из возможных упоминаний которого — «Слово о полку Игореве», древнерусское «карить по своей сестре» означает «оплакивать». Родственное имя — Карислава.
Из греческого — от Коринна, означающего «девушка».
Из арабского — от женской формы имени Карим — Карима, со значением «щедрая».
Из немецкого — от краткой формы имени Катарина/Катерина.
В советской и российской антропонимике предлагаются следующие толкования:
- от лат. carina, что переводится как «киль корабля»[1]. В жизни древнего Рима морской флот имел жизненно важное значение, а для успеха плавания и, особенно, спасения в бурю наиболее важна была целостность, прочность, главной (килевой) балки корабля. Поэтому для моряка было бы вполне естественно назвать дочь таким именем[5];[неавторитетный источник]
- от названия Карского моря — имя «Карина» получила девочка, родившаяся на «пароходе Челюскин» во время зимовки на Карском море[8].

## Именины
- По православному календарю[1]: 25 ноября.
- По католическому календарю[9]: 7 ноября.